# マリヤ・ヴァシリコヴナ
マリヤ・ヴァシリコヴナ（ロシア語: Мария Васильковна、1130年代 - 1194年以降）は、リューリク朝のポロツク・イジャスラフ家(ru)出身の女性である。キエフ大公スヴャトスラフ（チェルニゴフ・オレグ家(ru)）の妻となった。リューベチ・シノディク中にマリヤに関する史料が残されている。

## 生涯
マリヤはポロツク公ヴァシリコの娘であるが、その生年は不明である。1143年にスヴャトスラフ（当時ヴォルィーニ公）と結婚した。なお、父ヴァシリコはおそらくその翌年に死亡している。夫スヴャトスラフは1173年にキエフ大公位を得、マリヤはキエフ大公妃となった。その後、1181年に一度キエフから離れた以外は、生涯をキエフで過ごした。夫スヴャトスラフが1194年に死亡した時点では、マリヤはまだ存命であったが、以降に関する記述は残されていない。
『イーゴリ軍記』の作者は、マリヤから得た多くの情報を元に執筆したとする説、あるいはマリヤ自身が作者であるとする説がある。